# Stražica
Stražica – wieś w Słowenii, w gminie Vojnik. W 2018 roku liczyła 187 mieszkańców.